# Diabrotica sanguinicollis
Diabrotica sanguinicollis is een keversoort uit de familie bladkevers (Chrysomelidae). De wetenschappelijke naam van de soort werd in 1879 gepubliceerd door Martin Jacoby.